# Włodawka
Die Włodawka ist ein linker Zufluss des Bug in Polen.

## Geografie
Der rund 31,5 km lange Fluss entspringt im Nationalpark Polesie und fließt in östlicher Richtung bis zu seiner Mündung in den Bug bei Włodawa.
Der mittlere Abfluss an der Mündung beträgt 2,3 m³/s.

## Geschichte
Die Włodawka bildete seit 1387 die Grenze zwischen Polen und dem Großfürstentum Litauen.